# Campionati europei di tuffi 2013 - Piattaforma 10 metri maschile
La gara del trampolino da 1 metro maschile degli dei campionati europei di tuffi 2013 è stata disputata il 23 giugno 2013 presso la Piscina Nettuno di Rostock in Germania e vi hanno partecipato 16 atleti. Le qualificazioni si sono svolte al mattino e i primi 12 classificati hanno avuto accesso alla finale del pomeriggio.

## Medaglie
| Posizione | Atleta           | Paese    |
| --------- | ---------------- | -------- |
| Oro       | Oleksandr Bondar | Ucraina  |
| Argento   | Patrick Hausding | Germania |
| Bronzo    | Viktor Minibaev  | Russia   |

## Risultati
| Pos. | Atleti                   | Nazionalità   | Eliminatorie | Eliminatorie | Finale    | Finale |
| Pos. | Atleti                   | Nazionalità   | Punti        | Pos.         | Punti     | Pos.   |
| ---- | ------------------------ | ------------- | ------------ | ------------ | --------- | ------ |
|      | Oleksandr Bondar         | Ucraina       | 480.15       | 1            | 521.45    | 1      |
|      | Patrick Hausding         | Germania      | 459.55       | 2            | 514.65    | 2      |
|      | Viktor Minibaev          | Russia        | 459.40       | 3            | 500.35    | 3      |
| 4    | Sergej Nazin             | Russia        | 450.95       | 4            | 485.10    | 4      |
| 5    | Anton Zacharov           | Ucraina       | 361.10       | 11           | 483.55    | 5      |
| 6    | Vadzim Kaptur            | Bielorussia   | 429.15       | 5            | 471.70    | 6      |
| 7    | Andrea Chiarabini        | Italia        | 355.15       | 12           | 435.20    | 7      |
| 8    | Maicol Verzotto          | Italia        | 379.20       | 9            | 412.80    | 8      |
| 9    | James Denny              | Gran Bretagna | 386.75       | 8            | 405.10    | 9      |
| 10   | Daniel Goodfellow        | Gran Bretagna | 406.40       | 6            | 399.05    | 10     |
| 11   | Espen Valheim            | Norvegia      | 368.95       | 10           | 369.15    | 11     |
| 12   | Dominik Stein            | Germania      | 390.10       | 7            | 342.15    | 12     |
| 16.5 | H09.5                    |               |              |              | 00:55.635 | O      |
| 13   | Jesper Tolvers           | Svezia        | 351.10       | 13           |           |        |
| 14   | Daniel Jensen            | Norvegia      | 342.35       | 14           |           |        |
| 15   | Heikki Makikallio        | Finlandia     | 300.15       | 15           |           |        |
| 16   | Cătălin Constantin Cozma | Romania       | 275.55       | 16           |           |        |